# Kapelle St. Katharina (Einödsbach)

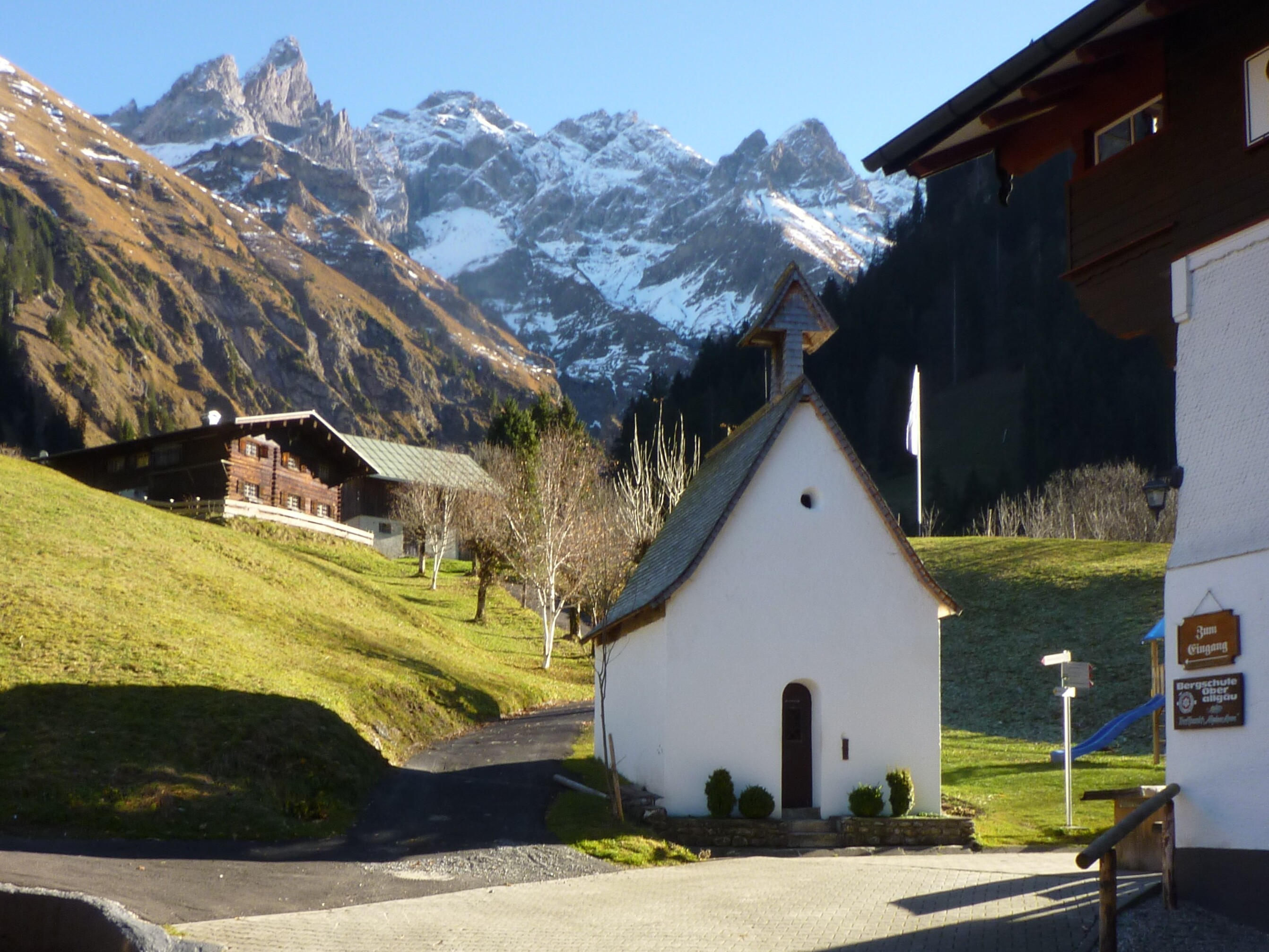
Kapelle St. Katharina in Einödsbach

Die römisch-katholische Kapelle St. Katharina ist ein kleiner denkmalgeschützter Sakralbau aus dem 17. Jahrhundert im abgelegenen Oberstdorfer Ortsteil Einödsbach. Sie ist die südlichste Kapelle Deutschlands.

## Geschichte
Die Kapelle entstand in der zweiten Hälfte des 17. Jahrhunderts. In der Pfarrbeschreibung von „Endtsbach“ (Einödsbach) für das Jahr 1695 wird sie als Kapelle mit Messerlaubnis erwähnt; mit einer solchen bischöflichen Erlaubnis durften dort regelmäßig Heilige Messen gefeiert werden. In seiner 1857 erschienenen Reisebeschreibung über das Allgäu schreibt Johannes Gistel über die Kapelle: 

„Steigt man von der Birgsau auf das hochgelegene Einödsbach, so wird man beim ersten Anblicke desselben auf der Höhe angelangt, freundlich überrascht, und hört man von Ferne schon das Glöcklein der Kapelle, welches die nahe lebenden Aelpler zum Ave Maria einladet oder zur hl. Messe, so glaubt man sich in einen Riesentempel der Natur versetzt, wo jedes Herz, von der Andachtsflamme ergriffen, zum Altar geworden.“

Einmal im Jahr findet jeweils am 25. November, dem Namenstag der heiligen Katharina, bei der Kapelle ein Herbstgottesdienst statt.

## Beschreibung und Denkmalschutz

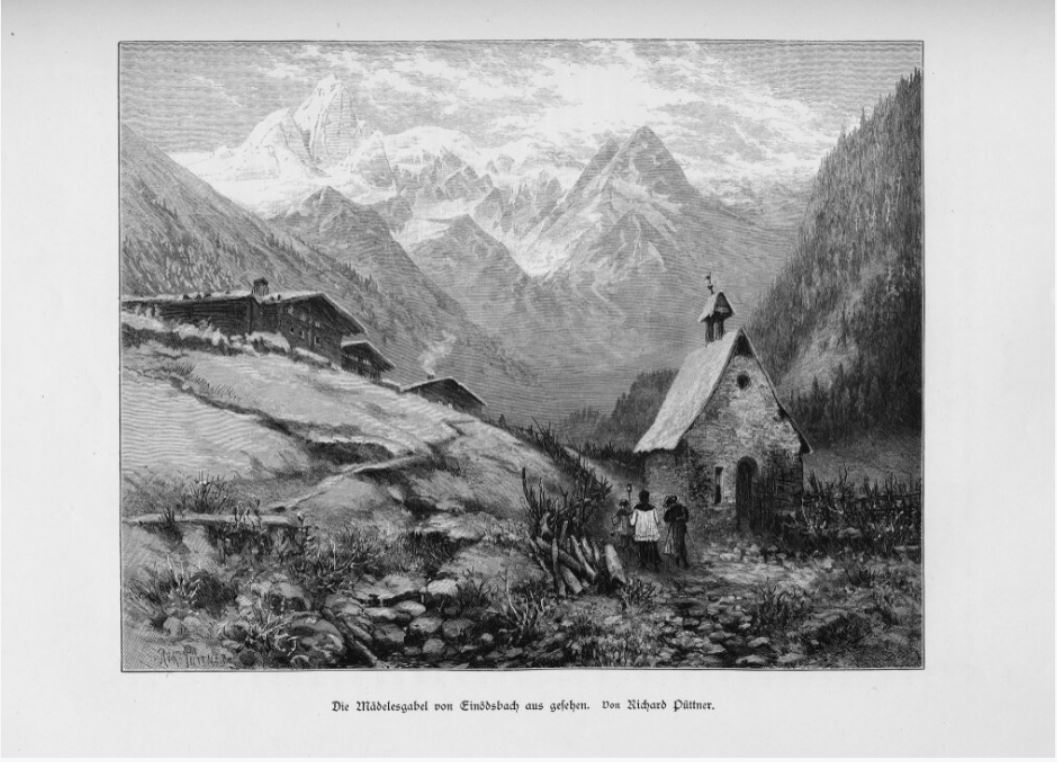
Richard Püttner: Mädelesgabel von Einödsbach aus gesehen (1875)

Das im Baustil des Barock errichtete Gebäude hat einen rechteckigen Grundriss. Auf dem mit Scharschindeln gedeckten Satteldach sitzt ein für die Region typischer Dachreiter. Dieser beherbergt eine unzugängliche Glocke aus dem 18. Jahrhundert, die mit einem Akanthusfries verziert ist und eine Schulterinschrift trägt.
Der schmale Rundbogeneingang, zu dem einige Stufen hinaufführen, wird als „nadelöhrartig“ beschrieben.
Sie ist  zu Ehren der heiligen Katharina von Alexandrien geweiht.
Die Kapelle wurde vom Bayerischen Landesamt für Denkmalschutz  als Baudenkmal unter Denkmalschutz gestellt. In der Denkmalliste als Objekt Nr. D-7-80-133-52 erfasst, wird sie wie folgt beschrieben: „Flur Einödsbach. Kath. Kapelle St. Katharina, Rechteckbau mit Satteldach, 2. Hälfte 17. Jh.; mit Ausstattung.“

## Ausstattung

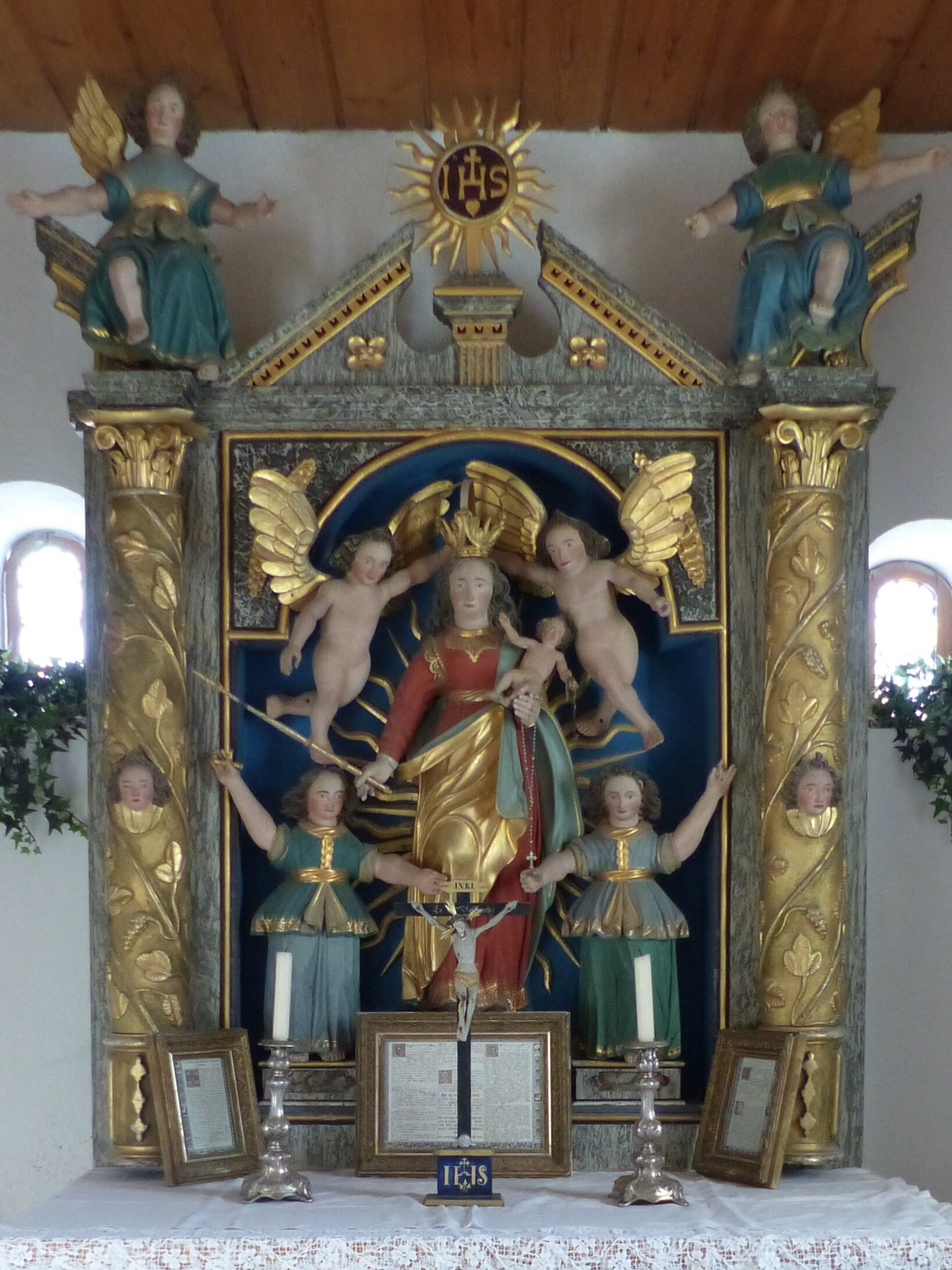
Marienaltar (17. Jahrhundert)

Im Inneren der Kapelle befindet sich ein Altaraufbau aus dem mittleren 17. Jahrhundert mit geschnitzten Figuren. Zentral eine Marienfigur mit Kind und vier Engeln, umrahmt von zwei mit Weinlaub umbundenen Säulen, auf denen weitere Engelsfiguren stehen. Dieser Altar stand vermutlich früher in einem anderen Kirchengebäude und wurde später nach Einödsbach gebracht. Das ursprüngliche Altarbild, eine Darstellung der heiligen Katharina zu Füßen der Muttergottes in einem aufwändig geschnitzten Holzrahmen, hängt aktuell an der südlichen Wand der Kapelle. Es wurde 1886 von Claudius Schraudolph restauriert.
An der nördlichen Wand hängt ein drittes Altarbild mit geschnitzten Figuren der Heiligen Dreifaltigkeit sowie ein kleines Votivbild für einen verunglückten Hirten.

## Bedeutung
Die Kapelle St. Katharina in Einödsbach ist Ziel vieler Wanderungen und zählt mit der Kulisse des Allgäuer Hauptkamms im Hintergrund zu den beliebtesten fotografischen Motiven Oberstdorfs. Sie ziert zahlreiche Postkarten und Tourismus-Werbeprospekte des Marktes Oberstdorf.